# Ibb
Ibb (ou Abb) (em árabe: إب) é uma cidade do Iêmen, capital da província de mesmo nome. Situa-se numa cadeia de montanhas, cercada por terra fértil, a cerca de 117 quilômetros a nordeste da cidade de Mocha. Ibb foi governada por um emir semiautônomo até 1944, quando o emirado foi abolido. A população é de 160.000 habitantes (2005).